# Ludwig Otto zu Salm

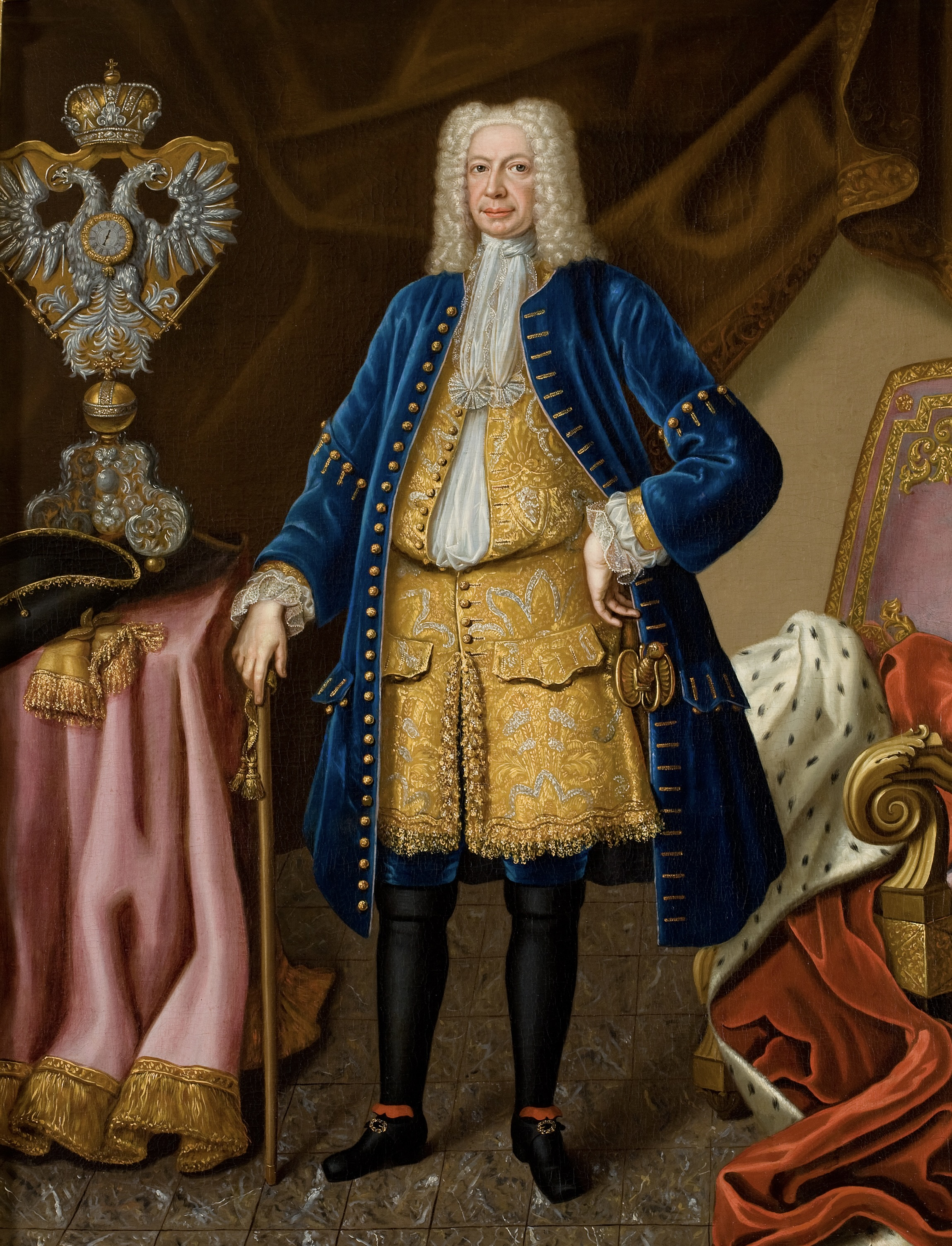
Ludwig Otto zu Salm, Porträt in der Gemäldesammlung im Museum Burg Anholt

Ludwig Otto Fürst zu Salm, auch Ludwig Otto zu Salm-Neufville, Wild- und Rheingraf zu Dhaun (* 24. Oktober 1674 in Aachen; † 23. November 1738 in Anholt), war ein deutscher Reichsfürst und der fünfte Fürst zu Salm. Mit ihm endet die altfürstliche Linie Salm-Dhaun-Neufville des Adelsgeschlechtes Salm.

## Leben
Ludwig Otto war einziger Sohn des Fürsten Karl Theodor Otto zu Salm und dessen zweiter Gemahlin, der Titular-Pfalzgräfin Luise Marie von der Pfalz, einer Tochter von Eduard von der Pfalz und Anna Gonzaga. Ludwig Otto erhielt zunächst eine Ausbildung für den Dienst in der kaiserlichen Armee Leopolds I. Um 1700, dem Jahr der Heirat mit Albertine Jeannette (Johannette) Catherine Françoise von Nassau-Hadamar (1679–1716), einer Tochter des Fürsten Moritz Heinrich von Nassau–Hadamar aus dessen dritter Ehe mit der Reichsgräfin Anna Ludovica von Manderscheid-Blankenheim (1654–1692), ließ er sich in Anholt nieder, um die von seinem Vater begonnenen Arbeiten zum Umbau der Burg Anholt in eine Barockresidenz zu vollenden. Unter der Leitung Ludwig Ottos wurde die Anlage bis 1721 so ausgebaut, dass sie dem repräsentativen Rahmen eines Reichsfürsten seiner Zeit entsprach. Bis zu seinem Tode pflegte Ludwig Otto die Hofhaltung, die Reiterei, die Jagd und die Musik. Von seinen Eltern erbte er 1710 als Wild- und Rheingraf die Grafschaften Rheingrafenstein und Kyrburg, das Fürstentum Salm in den Vogesen, die Herrschaft Anholt in Westfalen, einen Teil der Herrschaften Vinstingen und Neufville-sur-Moselle, den Rhein- und Isselzoll bei Arnheim und weitere Güter.
Aus seiner Ehe mit Albertine Jeanette entsprossen drei Töchter:
- Dorothea Franziska Agnes zu Salm (1702–1751) ⚭ 1719 Nikolaus Leopold zu Salm-Salm
- Elisabeth Alexandrine Felicité Charlotte Gotfried zu Salm (1704–1739) ⚭ 1721 Claude Lamoral II. de Ligne (1685–1766), Eltern des Feldmarschalls, Diplomaten und Schriftstellers Charles-Joseph de Ligne
- Christine Anna Louise Oswaldine zu Salm (1707–1775) ⚭ 1726 (1.) Joseph von Hessen-Rotenburg (1705–1744), ⚭ 1753 (2.) Nikolaus Leopold zu Salm-Salm

In seinem Testament bestimmte Ludwig Otto den Schwiegersohn seiner ältesten Tochter, Nikolaus Leopold zu Salm-Salm, einen Spross aus einer Seitenlinie seines Hauses, zum Erben. Da diese Erbschaft aber angefochten wurde, kam es dazu, dass Nikolaus Leopold einen Teil der Erbmasse seinen Cousins, den Brüdern Johann Dominik und Philipp Joseph zu Salm-Kyrburg überlassen musste.